# Eternamente (álbum de Cassiane)
Eternamente é o vigésimo segundo álbum de estúdio da cantora de música cristã contemporânea Cassiane, lançado em novembro de 2015 pela MK Music e produção musical de Jairinho Manhães. 
O álbum foi produzido por Jairinho Manhães entre 2014 e 2015. Teve título inicial de Minha Essência, e seria distribuído pela Onimusic. Porém teve seu título mudado após a cantora retornar à gravadora MK Music. O repertório contém, em grande maioria, composições de Tony Ricardo. A faixa-título foi escrita por Marcos Brunet.

## Antecedentes
Em 2013, Cassiane lançou o álbum ao vivo Um Espetáculo de Adoração, seu último trabalho pela Sony Music Brasil. Na mesma época, a MK Music decidiu liberar o engavetado Tempo de Excelência, o que elevou especulações de que a relação entre a cantora e a antiga gravadora poderia melhorar. A cantora, no entanto, se manteve independente, e prometeu que o álbum seguinte seria distribuído pela Onimusic. O álbum Somos Um, de Cassiane e Jairinho, chegou a ser distribuído pela gravadora.

## Gravação
O álbum foi gravado ao longo do ano de 2014 e 2015 no Reuel Studios, com produção de Jairinho Manhães. O projeto foi anunciado em 2015, com o título provisório Minha Essência.

## Lançamento e recepção
| Críticas profissionais | Críticas profissionais |
| Avaliações da crítica  | Avaliações da crítica  |
| Fonte                  | Avaliação              |
| ---------------------- | ---------------------- |
| Super Gospel           | [ 7 ]                  |
| O Propagador           | [ 8 ]                  |
| Casa Gospel            | 7/10                   |

Eternamente foi lançado em novembro de 2015 pela gravadora MK Music e recebeu críticas favoráveis. Philipe Daniel, para o Casa Gospel, afirmou que o projeto "mostra que sim, a realeza da música pentecostal voltou para o palácio, mas ainda não sabemos se vai se sentar no trono", que o trabalho soa como recomeço, apesar de sua irregularidade. Já Tiago Abreu, para o Super Gospel, atribuiu uma cotação de 3,5 estrelas de 5 e destacou que "mesmo não alcançando espaço entre seus melhores trabalhos, é o disco mais sólido de Cassiane em sete anos", com elogios às composições de Tony Ricardo. Gledeson Franklyn, no O Propagador, pontuou que "é perceptível a significativa melhora da produção musical em relação aos projetos anteriores".
Como single, foi escolhida a música "Minha Essência", que chegou a receber versão em videoclipe.

## Faixas
| N.º | Título                 | Compositor(es)                  | Duração |  |
| 1.  | "Minha Essência"       | Tony Ricardo                    | 5:01    |  |
| 2.  | "Eternamente"          | Marcos Brunet                   | 6:19    |  |
| 3.  | "Submisso"             | Jônatas Santos e Bruna Dezid    | 5:09    |  |
| 4.  | "A Oferta Sou Eu"      | Tony Ricardo                    | 5:26    |  |
| 5.  | "A Carta"              | Anderson Freire                 | 4:41    |  |
| 6.  | "Pra Casa Eu Vou"      | Rogério Jr.                     | 5:17    |  |
| 7.  | "A Muralha"            | Tony Ricardo                    | 5:08    |  |
| 8.  | "Tempo e Sacrifício"   | Anderson Freire                 | 4:42    |  |
| 9.  | "Gigantes"             | Jônatas Santos e Bruna Dezid    | 4:10    |  |
| 10. | "Meu Ar"               | Tony Ricardo                    | 5:16    |  |
| 11. | "Vai Dando Glória"     | Douglas Alves                   | 4:06    |  |
| 12. | "Sangue do Cordeiro"   | Júnior Maciel e Josias Teixeira | 5:29    |  |
| 13. | "Mostra-me Tua Glória" | Vânia Santos                    | 4:20    |  |
| 14. | "Tome Posse"           | Tony Ricardo                    | 4:36    |  |

## Ficha técnica
- Produção musical, arranjos e regência: Jairinho Manhães
- Gravado no Reuel Studios
- Engenheiro técnico: Juan Viana e Edinho Cruz
- Auxiliar técnico: João Paulo Lucianno e Emysael Torres
- Arranjos de cordas: Kleber Augusto
- Gravação de cordas: St Petersburg Studio Orchestra
- Mixado no Reuel Studios por Edinho Cruz
- Masterização: Luciano Vassão (Master Final)
- Pianos: Ronny Barboza e Rogério Vieira
- Teclados e coberturas: Fernando Lopez e Rogério Vieira
- Teclados e arranjos de teclados nas músicas 5 e 8: Rogério Vieira
- Bateria: Sidão Pires
- Baixo: Marcos Natto
- Guitarras e violões: Henrique Garcia
- Percussão: Léo Mucuri
- Trompete: Márcio André
- Trombone: Roby Olicar
- Sax: Marcos Bonfim
- Acordeon: Lenno Maia
- Back vocal: Lilian Azevedo, Joelma Bonfim, Roby Olicar, Josy Bonfim, Hedy Barbosa e Paulo Zuckini
- Produção de voz: Lilian Azevedo e Jairinho Manhães
- Fonoaudióloga: Lilian Azevedo
- Fotos: Cristiana Mendonça
- Criação e arte: MK Music